# Martres-de-Rivière
Martres-de-Rivière es una comuna francesa situada en el departamento de Alto Garona, en la región de Occitania.

## Demografía
| 224 | 229 | 240 | 276 | 292 | 307 | 396 |
| Para los censos de 1962 a 1999 la población legal corresponde a la población sin duplicidades (Fuente: INSEE [Consultar]) |     |     |     |     |     |     |